# Sắc lệnh Nueva Planta

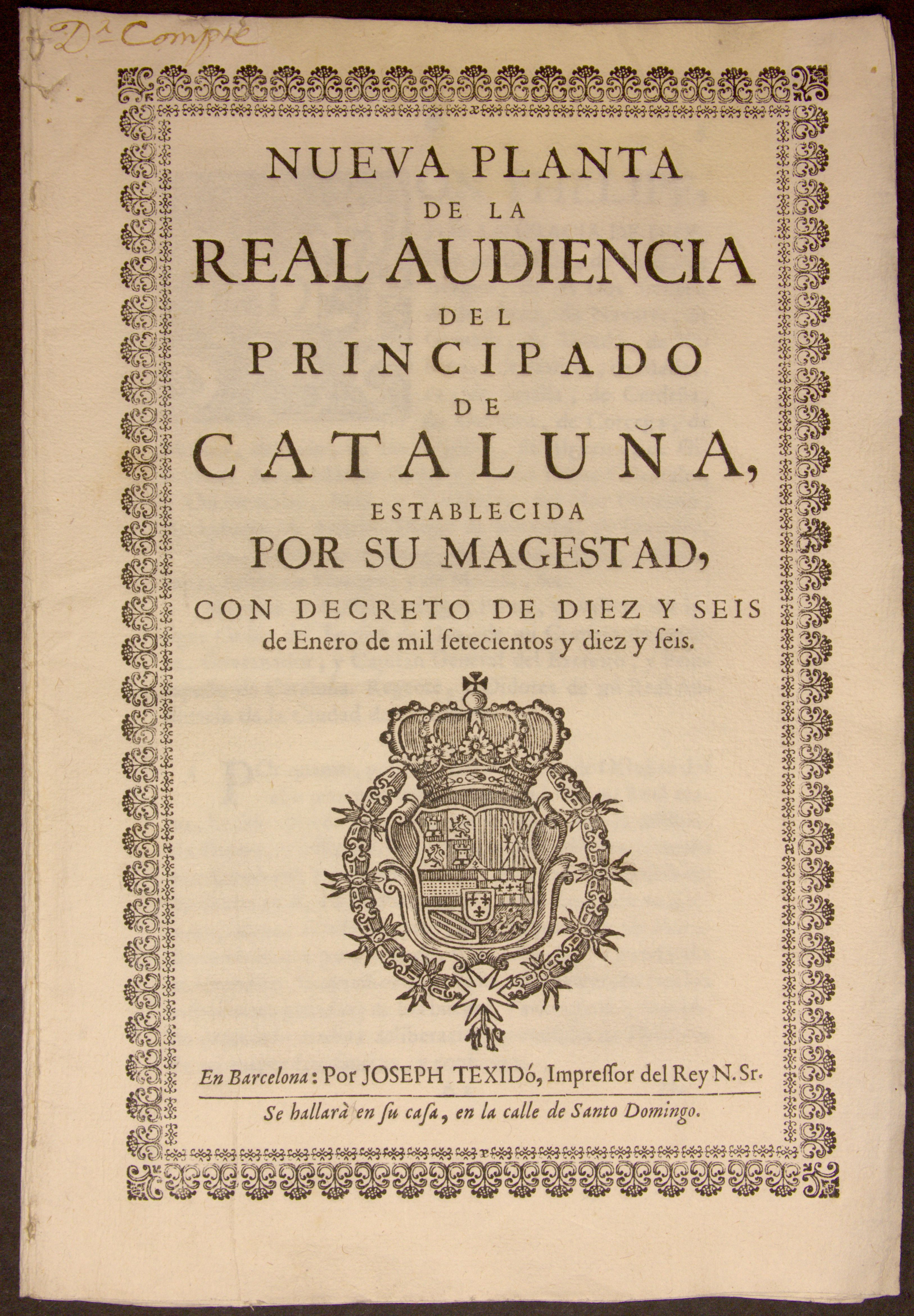
Bìa các sắc lệnh Nueva Planta của Catalonia

Các sắc lệnh của Nueva Planta (tiếng Tây Ban Nha: Decretos de Nueva Planta, tiếng Catalunya: Decrets de Nova Planta) là một số sắc lệnh được ký từ năm 1707 đến 1716 bởi Philip V, vị vua Nhà Bourbon đầu tiên của Tây Ban Nha, trong và ngay sau Chiến tranh kế vị Tây Ban Nha, theo Hiệp ước Utrecht.
Các sắc lệnh chấm dứt sự tồn tại của các Vương quyền Aragon (Aragon, Catalonia, Valencia và Majorca) và Vương quyền Castilla, sáp nhập 2 nhà nước này thành một thể thống nhất, không còn cai trị dưới hình thức liên minh cá nhân nữa. Luật của Vương quyền Castilla được áp dụng trên toàn Tây Ban Nha, về cơ bản đã thiết lập Vương quốc Tây Ban Nha như một chế độ quân chủ tuyệt đối kiểu Pháp.

## Bối cảnh lịch sử
Tức giận vì những gì Felipe V coi là hành vi nổi loạn của Vương quyền Aragon, những người đã ủng hộ tuyên bố của Karl xứ Áo đối với ngai vàng Tây Ban Nha trong Chiến tranh kế vị và coi nước Pháp quê hương của ông là hình mẫu của một nhà nước tập trung, Felipe V đã đàn áp các thể chế, đặc quyền và các điều lệ cổ xưa (tiếng Tây Ban Nha: fueros, tiếng Catalan: furs) của hầu hết các khu vực trước đây là một phần của Vương quyền Aragon (Vương quốc Aragon, Thân vương quốc Catalonia, Vương quốc Valencia và Vương quốc Majorca). Các sắc lệnh ra phán quyết rằng tất cả các vùng lãnh thổ trong Vương quyền Aragon ngoại trừ Thung lũng Aran phải được cai trị theo luật của Castilla ("đáng khen ngợi nhất trong toàn vũ trụ" theo sắc lệnh năm 1707), đưa các vùng đó vào một vùng mới và gần như Tây Ban Nha được quản lý thống nhất và tập trung.
Các lãnh thổ lịch sử khác (Vương quốc Navarre và các lãnh thổ Basque khác) ban đầu ủng hộ Felipe V, người mà họ coi là thuộc dòng dõi Henry III của Navarre, nhưng sau chiến dịch quân sự của Felipe V nhằm đè bẹp cuộc nổi dậy của người Basque, ông đã từ bỏ ý định đàn áp sự cai trị của gia đình cai trị bản địa.
Các đạo luật bãi bỏ các hiến chương được ban hành vào năm 1707 tại Valencia và Aragon, vào năm 1715 tại Majorca và các đảo Balearic khác, ngoại trừ Menorca, khi đó là thuộc địa của Vương quốc Anh, và lặp đi lặp lại trong suốt thế kỷ XVIII, cho đến khi nó được trả lại cho Tây Ban Nha vào năm 1802 và vào năm 1716 tại Catalonia.

## Ảnh hưởng của các sắc lệnh
Các sắc lệnh đã tạo ra một nhà nước Tây Ban Nha tập trung và quyền công dân Tây Ban Nha một cách hiệu quả bằng cách bãi bỏ mọi sự phân biệt pháp lý giữa người Castilla và người Aragon. Các sắc lệnh đã xóa bỏ tất cả các biên giới và thuế quan nội bộ ngoại trừ lãnh thổ Basque và trao cho tất cả công dân của nhà nước Tây Ban Nha mới thành lập quyền giao thương với các thuộc địa của châu Mỹ và châu Á, từ đó trở đi không còn là lãnh thổ độc quyền của Vương quyền Castilla.
Các công chức hàng đầu được bổ nhiệm trực tiếp từ triều đình ở Madrid, và hầu hết các tổ chức ở những nơi đã trở thành các thực thể cấp dưới quốc gia đều bị bãi bỏ. Các vụ kiện tại tòa cũng chỉ có thể được trình bày và tranh luận bằng tiếng Castilla, ngôn ngữ này đã trở thành ngôn ngữ duy nhất của chính phủ và thay thế tiếng La Tinh, tiếng Catalan và các ngôn ngữ khác của Tây Ban Nha.

## Liên kết
- Documents about the case of the catalans[liên kết hỏng] dated on 1714, at the House of Lords, UK.
- Journal of the House of Lords: volume 19, 2 August 1715, Further Articles of Impeachment against E. Oxford brought from H.C. Article VI Lưu trữ ngày 28 tháng 9 năm 2007 tại Wayback Machine.
- Extract from the Decree of abolition of the fueros of Aragon and Valencia from Wikisource
- Decree of 16 January 1716  (facsimile)